# Kalsang Yarphel
Kalsang Yarphel, aussi appelé Kelsang Yarpel tibétain : སྐལ་བཟང་ཡར་འཕེལ, Wylie : skal bzang yar 'phel, né en 1975 à Makig Dara dans le comté de Machu, est un chanteur populaire tibétain emprisonné en  juillet 2013. Accusé de diffuser des chansons à connotation politique, il a été condamné à 4 ans de prison par un tribunal du Sichuan, en Chine.
Le 16 décembre 2013, sa libération est demandée dans une pétition co-signée par Peter Gabriel, Thom Yorke et Ed O'Brien de Radiohead, Serj Tankian et Tjinder Singh (Cornershop), et lancée par Free Tibet Campaign destinée à Wu Aiying, ministre chinoise de la justice. Il est mentionné, avec sept autres chanteurs tibétains emprisonnés en Chine, Lolo, Chakdor, Pema Trinley et Shawo Tashi, arrêtés ou condamnés en 2013, et Ugyen Tenzin, Achok Phulsung et Choksal, emprisonnés en 2012.
Kalsang Yarphel est libéré le 10 juillet 2017 après avoir purgé la totalité de sa peine.